# Pandawa Lima
Pandawa Lima is het vierde studioalbum van de Indonesische band Dewa 19.
Dit album verscheen in 1997. Dit album volgde hun vorige album Terbaik Terbaik op. Toen dit album klaar was verdween Wong uit de band, hij werd vervangen door Bimo Sulaksono, een voormalig lid van de Indonesische rockformatie 'Netral'. Maar niet lang want hij verliet de band Dewa 19 samen met Bimo om de band Romeo te vormen.

## Tracklist
1. Kamulah Satu-Satunya
2. Selatan Jakarta
3. Petuah Bijak
4. Cindi
5. Aspirasi Putih
6. Satu Sisi
7. Sebelum Kau Terlelap
8. Suara Alam
9. Bunga
10. Aku Disini Untukmu
11. Kirana